# Gavin Rossdale
Gavin McGregor Rossdale (Londres, Inglaterra; 30 de octubre de 1965) es el vocalista y guitarrista del grupo británico Bush. Figura en el 75.º puesto en el listado Los 100 mejores vocalistas del metal de todos los tiempos.

## Biografía
Nacido en Kilburn, Londres, Inglaterra, sus padres —Douglas Rossdale (médico de ascendencia judía) y la escocesa Lucy Stephan— se divorciaron cuando él tenía once años, siendo criado por su padre y su tía (su madre volvió a casarse y se mudó a Florida). Tiene una hermana más joven, Soraya, y una mayor, Lorraine.
Aprendió a tocar la guitarra con el novio de Lorraine, quien estaba en una banda llamada The Nobodyz. A la edad de 17, dejó la escuela de Westminster y formó una banda llamada Midnight (anteriormente Little Dukes), con la que produjo un par de sencillos y bastante publicidad. En 1991 se trasladó a Los Ángeles por 6 meses, vivió donde pudo y tomó varios trabajos de medio tiempo, incluyendo el de ayudante de producción en videos. Pasó algún tiempo en la ciudad de Nueva York con su buen amigo Bill MacAdam, y regresó a Inglaterra inspirado para iniciar una nueva banda. Hizo unión con su futuro representante Scottie Mac, a quien había conocido en Los Ángeles. En 1992 formó Future Primitive, cuya formación original (bajo el nombre de The Diceheads) incluyó al guionista Sacha Gervasi. La banda cambió su nombre por Bush en el verano de 1994, y editó el promo de su primer producción Sixteen Stone.
En 2004 se descubrió públicamente mediante una prueba de ADN que tiene una hija, Daisy Rossdale, una modelo británica de 20 años, que tuvo con Pearl Lowe.
Contrajo matrimonio con la cantante Gwen Stefani, con quien tiene tres hijos: Kingston James McGregor Rossdale (26 de mayo de 2006), Zuma Nesta Rock Rossdale (21 de agosto de 2008) y Apollo Bowie Flynn Rossdale (28 de febrero de 2014). En 2015 Stefani y Rossdale se separaron.

## Bush
Fue el vocalista y compositor de la banda británica Bush. Su primer álbum, Sixteen Stone (1994), fue un enorme éxito comercial. Casi de la noche a la mañana, Bush pasó de tocar en lugares pequeños de Londres a llenar centros de espectáculos en los Estados Unidos, resultado de extensas giras continuas. Sin embargo, algunos críticos los etiquetaron como un derivado inferior de bandas tales como Nirvana y Pixies; esta crítica los siguió a través de su carrera como banda. Particularmente, la voz de Rossdale y sus monólogos interiores fueron estimados por algunos como imitación del vocalista de Nirvana, Kurt Cobain. 
Aunque la banda alcanzó el superestrellato en los Estados Unidos, no pudo tener mucho impacto en los charts ingleses del Brit-Pop (la única excepción fue su sencillo «Swallowed», que alcanzó el puesto #7). Un cambio de discográficas, la administración y un hiato extendido, no fue buen presagio para la banda que extraoficialmente se desintegró en 2002.
1996
Won MTV Video Music Award
category Viewer's Choice for "Glycerine" 
1997
Won MuchMusic Video Award
category Best International Band 
1998
Won American Music Award
category Favorite Alternative Artist 
1998
Won Circus Magazine Award
category Band Of the Year 
1998
Won Circus Magazine Award
category Best Single for "Mouth remix" 
1998
Won Circus Magazine Award
category Best Album for "Razorblade Suitcase"

## Después de Bush
Apareció en la banda sonora de la película XXX (2002) con la canción «Adrenaline», que también fue el tema oficial del pago por evento Unforgiven en septiembre de 2002.
En 2004, después de que Bush hubiera estado sin actividad por dos años, formó Institute. Su primer álbum, Distort Yourself, obtuvo un éxito moderado. Su único sencillo, la canción «Bullet-proof skin», lanzada el 13 de septiembre de 2005, fue utilizada en la película Stealth.
En 2005 apareció en la película Constantine (2005), donde tuvo el papel del villano Balthazar. También ha aparecido en los filmes Zoolander (2001), The Mayor of Sunset Strip (2003), Little Black Book (2004), The Miracle Match (2005), Battle Olympia (2007) y How to Rob a Bank (2007). 
En 2008 lanzó su nuevo disco, Wanderlust, con el sencillo «Love Remains the Same», el tema musical de amor de la película Nights in Rodanthe.
En 2009, apareció en el episodio 7 (The Performer), de la temporada número 5 de la serie Criminal Minds, donde tuvo el papel de un cantante gótico con inspiración en los vampiros, llamado Dante. 
El 21 de junio de 2010, en la radio KROQ de Los Ángeles, confirmó la reunión de Bush, el lanzamiento del sencillo «Afterlife» y la edición del nuevo álbum, Everything Always Now, para noviembre.
Colaboró en el nuevo disco de Apocalyptica, 7th Symphony, interpretando la canción «End of Me».                   
En 2015 tuvo una pequeña aparición en el noveno episodio de la quinta temporada de la serie Hawaii 5.0.